# U-3号潜艇 (1909年)
陛下之3号潜艇是德意志帝国海军建造的一艘潜艇或称U艇，也是德意志帝国历史上的第三艘潜艇。它由但泽的帝国船厂承建，于1909年3月27日下水，至1909年5月29日交付使用。从1914年8月1日至1918年11月11日，U-3号在第一次世界大战期间是作为训练艇服役。1918年12月1日，这艘投降的艇只在被拖往普雷斯顿拆解报废途中沉没。不同于前两艘U艇的设计，U-3号安装有一门50毫米40倍径速射炮作为甲板炮。

## 事故
1911年1月17日，德国潜艇在第一次世界大战前发生的唯一一起事故便是U-3号在基尔港口沉没。据估计这是由于潜艇的其中一个压舱罐意外被淹。潜水员将几根钢绳系在船体上，并试图通过起重机船将U-3号吊起。此举是奏效的，当艇只被提升至露出鱼雷发射管阀的高度时，几乎全部船员得以获救，但由于蓄能器的氯气泄漏，他们的健康受到了永久性损害。然而，进一步提升艇只，以营救被困在司令塔里的另外三人的尝试则以失败告终，所以必须等待潜艇救助打捞船火神号采取行动。然而，对于潜艇指挥官、海军上尉路德维希·费舍尔、以及海军中尉卡尔贝和一等兵里珀而言，这已经太晚了——他们均告窒息身亡。

## 第一次世界大战
第一次世界大战爆发时，U-3号曾被派往波罗的海进行四次作战巡逻，准备与其他德国军舰合作对抗俄罗斯帝国海军。然而，当局很快便发现U-3号并不适合这样的作战任务。因此，它于1914年8月被改装成一艘训练艇，并一直作为基尔训练区舰队的成员，直至战争结束。

## 脚注
1. 1 2 3 4  Rössler，第15頁.
2. ↑  Gröner 1991，第4-6頁.
3. ↑  Die Kieler Unterseebootkatastrophe, S. 86-87 （页面存档备份，存于）
4. ↑  Langsdorff，第46頁.